# Ischiopsopha deyrollei
Ischiopsopha deyrollei är en skalbaggsart som beskrevs av Thomson 1878. Ischiopsopha deyrollei ingår i släktet Ischiopsopha och familjen Cetoniidae. Inga underarter finns listade i Catalogue of Life.